# Marquesado de Casa Boza
El marquesado de Casa Boza es un título nobiliario español, creado el 28 de mayo de 1736, con real carta de sucesión del 11 de julio de 1736, por el rey Felipe V en favor de Jerónimo de Boza y Solís.
El título fue rehabilitado en 1930 por el rey Alfonso XIII.

## Marqueses de Casa Boza
|                                 | Titular                                  | Periodo               |
| Creación por Felipe V           | Creación por Felipe V                    | Creación por Felipe V |
| ------------------------------- | ---------------------------------------- | --------------------- |
| I                               | Jerónimo de Boza y Solís                 | 1683-1749             |
| II                              | Pedro de Boza y Guerra de la Daga        | 1749-1782             |
| III                             | Antonio José de Boza y Eslava            | 1782-1826             |
| Rehabilitación por Alfonso XIII |                                          |                       |
| IV                              | Sara del Castillo y Boza                 | 1930-1951             |
| V                               | Francisco de Mendoza y Canaval           | 1960-2000             |
| VI                              | Francisco Joaquín de Mendoza y Benavides | 2000-2021             |
| VII                             | María Elena de Mendoza y Ugarte          | 2021-actual titular   |

## Historia de los marqueses de Casa Boza
- Jerónimo de Boza Lima y Solís (Tenerife, 1683-Lima, 1749), I marqués de  Casa Boza,  gobernador de Guayaquil, capitán de la guardia del virrey de Perú, caballero de la Orden de Santiago[1] y alcalde de Lima.

Casó en 1712 con Juana Guerra de la Daga y la Cueva, hija del general Francisco Guerra de la Daga. Le sucedió su hijo
- Pedro de Boza y Guerra de la Daga (Lima, 1714-1782), II marqués de Casa Boza,[1] capitán de la Guardia de Alabarderos y alcalde de Lima.

Casó en primeras nupcias en 1749 con María Josepha Ventura de Eslava y Cabero. De esta unión, nació el III marqués. Contrajo un segundo matrimonio con Juana González de Mendoza.
- Antonio José de Boza y Eslava (Lima, 1762-1826), III marqués de Casa Boza, comandante de Milicias del Valle de Arnedo, gentilhombre de Cámara del rey y alcalde de segundo voto de Lima (1798).

Casó 1790 con Petronila Carrillo de Albornoz y Salazar, hija de los condes de Montemar y Monteblanco. Entre sus hijos se encuentran José Jerónimo de Boza y Carrillo de Albornoz, abuelo de la IV marquesa, y Manuela de Boza y Carrillo de Albornoz, casada con Francisco de Mendoza Ríos y Caballero, bisabuelos del V marqués.
El título fue rehabilitado en 1930 por el rey Alfonso XIII en favor de una bisnieta del III marqués.
- Sara del Castillo y Boza, (Lima, 1867-1951), IV marquesa de Casa Boza.[1]

Casó en París con Manuel Zavala y Zavala, con quien no tuvo descendencia. El título lo heredó su sobrino.
- Francisco de Mendoza y Canaval (Lima, 1911-2000), V marqués de Casa Boza.[1]

Casó con María Teresa Benavides y Benavides.
- Francisco José Joaquín de Mendoza y Benavides (Lima, 1954-Lima, 13 de febrero de 2021), VI marqués de Casa Boza.[1]

Casó en Lima en 1975 con Ana María Juana Ugarte Rodó. Le sucedió su hija:
- María Elena de Mendoza Ugarte (n. 1975), VII marquesa de Casa Boza.[2]

Casada con Roberto Carlos Delgado Schambaher.